# Канішка II
Канішка II — правитель Кушанського царства часів початку занепаду держави. Втратив частину імперії в результаті завоювань Сасанідів.